# Physopsis
Physopsis, biljni rod iz porodice medićevki smješten u tribus Chloantheae dio potporodice Prostantheroideae. Pripada mu dvije endemskih vrsta grmova polugrmova ili drveća endemska u Zapadnoj Australiji.

## Etimologija
Ime Physopsis potječe od grčkih korijena, gdje "physa" znači "puhanje", a "opsis" znači "izgled" ili "pogled". Ova nomenklatura odražava jedinstvene vizualne karakteristike biljke i način na koji se pojavljuje unutar svog staništa. 

## Fizičke karakteristike
Vrste unutar roda Physopsis jako se razlikuju, ali općenito dijele neke zajedničke fizičke osobine. Većina ima zeljaste stabljike i izduženo lišće. Tipičan raspored listova može biti naizmjeničan ili vijugav, što pridonosi bujnom izgledu biljke. Ovisno o vrsti, faza cvjetanja često pokazuje zadivljujuće cvjetanje koje predstavlja bujnost boja, što može privući razne oprašivače. 

## Prepoznatljive osobine
- Oblik lista: Tipično lancetast ili jajast, s nazubljenim rubovima.
- Struktura cvijeta: Često ima cjevaste cvjetove koji mogu biti pojedinačni ili skupljeni.
- Oblik rasta: Ovisno o vrsti, mogu biti niski pokrivači tla ili viši grmovi.[2]

## Ekološki značaj
Physopsis ima važnu ulogu u svom ekosustavu. Osiguravajući hranu i stanište za razne oprašivače, podupire biološku raznolikost. Cvjetovi su posebno privlačni pčelama, leptirima i drugim kukcima koji su ključni za oprašivanje, dok lišće može ponuditi zaklon za male divlje životinje.

## Preferirana klima i tlo
Biljke iz roda Physopsis uspijevaju u dobro dreniranom tlu s umjerenom razinom vlage. Pokazuju fleksibilnost u prilagodbi različitim tipovima tala, no posebno im odgovaraju pjeskovita ili ilovasta tla obogaćena organskom tvari. Što se tiče klime, općenito više vole umjerena nego suptropska područja.

## Rast i razmnožavanje
Navike rasta vrste Physopsis mogu značajno varirati. Neki su robusni s brzim rastom, dok drugi mogu biti umjereniji. Obično se razmnožavaju putem sjemena koje raznosi vjetar ili voda. Nespolno razmnožavanje putem podzemnih rizoma također je uobičajeno, što omogućuje biljci da se širi i popunjava praznine u svom staništu, pridonoseći njezinoj otpornosti.

## Prirodno područje i rasprostranjenost
Prirodna rasprostranjenost Physopsisa proteže uglavnom u regijama koje pružaju idealnu klimu i uvjete tla za njegov rast. Ove su biljke osobito domaće u područjima gdje mogu maksimalno povećati svoj ekološki utjecaj, služeći kao važne veze u njihovim lokalnim sredinama.

## Uobičajeni štetnici i bolesti
Iako su biljke Physopsis općenito otporne, mogu postati žrtve uobičajenih štetnika kao što su lisne uši i paukove grinje. Gljivične bolesti, osobito u pretjerano vlažnim uvjetima, također mogu utjecati na njihovo zdravlje. Redovito praćenje i odgovarajuća njega mogu pomoći u ublažavanju ovih rizika, omogućujući biljkama da napreduju.
Ljudska upotreba
Ljudi su dugo cijenili korisnost biljaka Physopsis. Često se koriste u uređenju okoliša zbog svog estetskog šarma i ekoloških usluga. Osim svoje dekorativne vrijednosti, određene vrste mogu posjedovati ljekovita svojstva i korištene su u tradicionalnim biljnim lijekovima, iako su potrebna daljnja istraživanja kako bi se potvrdila njihova učinkovitost.

## Status zaštite
Iako većina vrsta Physopsis trenutno nije ugrožena, uništavanje staništa i klimatske promjene predstavljaju potencijalne rizike. Podizanje svijesti i napori za očuvanje ključni su kako bi se osiguralo da ove biljke nastave uspijevati u svojim izvornim staništima i pružaju ekološke usluge po kojima su poznate.

## Zanimljive činjenice
Neke vrste Physopsis mogu živjeti nekoliko desetljeća, što ih čini trajnim dijelom njihovih ekosustava. Živopisno cvijeće ne samo da privlači oprašivače, već navodno ima i umirujući učinak na lokalne divlje životinje. Osim svoje ekološke uloge, biljke Physopsis bile su izvor inspiracije za različite umjetničke forme, od fotografije do slikarstva.

## Vrste
1. Physopsis chrysophylla (C.A.Gardner) Rye
2. Physopsis spicata Turcz.